# Matilde de Magdeburgo
Matilde de Magdeburgo (Magdeburgo, Alemania, hacia 1207-Eisleben, Sajonia-Anhalt, 1282) fue una monja cisterciense del convento de Helfta y mística del siglo XIII. Al principio de su vida perteneció al movimiento de las beguinas. Fue contemporánea y compañera de santa Gertrudis de Hefta y Matilde de Hackeborn.

## Biografía
Se señala como el año de nacimiento de Matilde el 1207. A los doce años comenzaron sus experiencias místicas. Desde su juventud y durante gran parte de su vida fue beguina en Magdeburgo, donde permaneció hasta que ingresó al convento cisterciense de Helfta, cerca de Eisleben, alrededor de 1270, cuando tenía ya cerca de sesenta y tres años. Ahí fue compañera de otras dos importantes místicas: Gertrudis de Helfta y Matilde de Hackeborn. Murió alrededor de 1282.

## Obra
En 1250, cuando todavía era laica, comenzó a escribir un libro, fruto de su experiencia mística, al que tituló Das fließende Licht der Gottheit, en el original Vliessende lieht miner gotheit, en español La luz que fluye de la divinidad, título que fue inspirado en una de sus visiones. Escribió el libro en un periodo de treinta años. Redactó el último capítulo cuando ya estaba en Helfta. La obra completa estaría integrada por un total de siete capítulos.